# Консевре
Консевре (фр. Concevreux) насеље је и општина у североисточној Француској у региону Пикардија, у департману Ен (Пикардија) која припада префектури Лаон.
По подацима из 2011. године у општини је живело 263 становника, а густина насељености је износила 21,02 становника/km². Општина се простире на површини од 12,51 km². Налази се на средњој надморској висини од 51 метар (максималној 206 m, а минималној 45 m).

## Демографија
| 1962. | 1968. | 1975. | 1982. | 1990. | 1999. | 2011. |
| ----- | ----- | ----- | ----- | ----- | ----- | ----- |
| 167   | 170   | 167   | 152   | 159   | 201   | 263   |

График промене броја становника у току последњих година